# Большой Имыш
Большой Имыш — деревня в Ужурском районе Красноярского края России. Входит в состав Малоимышского сельсовета. На 2019 год в Большом Имыше числится 3 улицы: Береговая, Главная и Школьная. Расположена в 60 км к юго-востоку от районного центра Ужур, на реке Чернавка, правом притоке Чулыма, высота центра селения над уровнем моря — 350 м.
Деревня Имышенская (Имыжска, Большеимышенская) образована примерно в 1770 году. Самые ранние упоминания о деревне Имышенской относятся к 1776 году. В документе Тобольского архива о строительстве Бараитской Троицкой церкви содержатся сведения о 14-ти семьях мещан Новоселовского прихода, и 7-ми семьях мещан прихода церкви Караульного острога, проживающих в деревне Имышской. Семьи включали 66 душ мужского пола и 61 душу женского пола, всего 127 душ обоего пола.
В исповедной росписи Новоселовской Петро-Павловской церкви 1778 года значится 15 семей, записанных по деревне Имышенской. Жители деревни Имышенской (Большеимышенской) вначале состояли в приходе Новоселовской Петро-Павловской и Караульно-Острожской Спасской церквей. Однако, после открытия в 1781 году Бараитской Троицкой церкви, они перешли в приход этой церкви.
Следует отметить, что в то время очень часто деревни имели по 2-3 названия. Вот и деревня Имышенская называлась, как Имыжска, Большеимыжска, ныне именуется, как Большой Имыш. Жители деревни Имышенской (Большеимышенской) занимались преимущественно крестьянским трудом.
Динамика изменения количества дворов и числа жителей деревень Имышенской за период с 1776 по 1893 гг. представлена в следующей таблице:
| Год  | Количество | Количество      | Количество        | Количество        | Как поименована   |
| Год  | Дворов     | Жителей         | Жителей           | Жителей           | Как поименована   |
| Год  | Дворов     | Обоего пола душ | Мужского пола душ | Женского пола душ | Как поименована   |
| ---- | ---------- | --------------- | ----------------- | ----------------- | ----------------- |
| 1776 | 21         | 127             | 66                | 61                | Имышенская        |
| 1778 | 15         | 118             | 56                | 62                | Имышенская        |
| 1792 | 21         | 165             | 87                | 78                | Имышенская        |
| 1799 | 22         | 181             | 90                | 91                | Имышенская        |
| 1816 | 27         | 276             | 134               | 140               | Имышенская        |
| 1845 | 46         | 353             | 163               | 190               | Имышенская        |
| 1850 | 36         | 369             | 170               | 199               | Имышенская        |
| 1859 | 57         | 520             | 287               | 233               | Больше-Имышенская |
| 1893 | 105        | 565             | 325               | 240               | Больше-Имышенская |

## Население
| 2010 |
| ---- |
| 169  |